# Rutes E5x
Xarxa de carreteres europees de tipus 5x

## Rutes de classe A
| Rutes E | Es. (*) | Trajecte                                                                 | Itinerari elbruz.org |
| ------- | ------- | ------------------------------------------------------------------------ | -------------------- |
| E50     | (*)     | Brest (França) - Mukačevo (Ucraïna) – Makhatxkalà (Rússia) -L'Àsia       | E50                  |
| E51     | -       | Berlín - Nuremberg (Alemanya)                                            | E51                  |
| E52     | -       | Estrasburg (França) - Salzburg (Alemanya)                                | E52                  |
| E53     | -       | Plzeň (República Txeca) - Múnic (Alemanya)                               | E53                  |
| E54     | -       | París (França) - Múnic (Alemanya)                                        | E54                  |
| E55     | -       | Plzeň (Suècia) - Kalámata (Grècia)                                       | E55                  |
| E56     | -       | Nürnberg (Alemanya) - Sattledt (Àustria)                                 | E56                  |
| E57     | -       | Sattledt (Àustria) – Ljubljana (Eslovàquia)                              | E57                  |
| E58     | (*)     | Viena (Àustria) - Bratislava (República Txeca) – Rostov del Don (Rússia) | E58                  |
| E59     | -       | Praga (República Txeca) - Zagreb (Croàcia)                               | E59                  |

## Rutes de classe B
| Rutes E | Es.(*) | Trajecte                                      | Itinerari elbruz.org |
| ------- | ------ | --------------------------------------------- | -------------------- |
| E501    | -      | Le Mans - Angers (França)                     | E501                 |
| E502    | -      | Le Mans - Tours (França)                      | E502                 |
| E511    | -      | Courtenay – Troyes (França)                   | E511                 |
| E512    | -      | Remiremont - Mulhouse (França)                | E512                 |
| E531    | -      | Offenburg - Donaueschingen (Alemanya)         | E531                 |
| E532    | -      | Memmingen - Füssen (Alemanya)                 | E532                 |
| E533    | -      | Múnic (Alemanya) - Innsbruck (Àustria)        | E533                 |
| E551    | -      | České Budějovice - Humpolec (República Txeca) | E551                 |
| E552    | -      | Múnic (Alemanya) - Linz (Àustria)             | E552                 |
| E571    | -      | Bratislava- Košice (República Txeca)          | E571                 |
| E572    | -      | Trencin - Žiar nad Hronom (República Txeca)   | E572                 |
| E573    | -      | Püspökladány (Hongria) - Užgorod (Ucraïna)    | E573                 |
| E574    | -      | Bacău - Pitești – Cracovia (Romania)          | E574                 |
| E575    | -      | Bratislava (Eslovàquia) - Győr (Hongria)      | E575                 |
| E576    | (*)    | Cluj-Napoca - Dej (Romania)                   | E576                 |
| E578    | (*)    | Saratel - Xixis (Romania)                     | -                    |
| E581    | -      | Mărăşeşti (Romania) - Odessa (Ucraïna)        | E581                 |
| E583    | (*)    | Roman – Iași (Romania) - Jytomyr (Ucraïna)    | E583                 |
| E584    | (*)    | Poltava (Ucraïna) - Slobozia (Romania)        | -                    |
| E592    | (*)    | Krasnodar - Djoubga (Rússia)                  | -                    |

## Esmenes: ampliació o modificació de la xarxa
Esmenes a l'acord europeu sobre les grands rutes de tràfic internacional (doc. TRANS/SC.1/2001/3 du 20/07/2001 et TRANS/SC.1/2002/3 du 09/04/2002) 
- E50: extensió Moukatchevo - Ternopol − Khmelnitski − Vinnytsia − Ouman − Kropivnitski − Dniprò − Donetsk (UA) − Rostov del Don − Armavir − Mineralnye Vody − Makhatxkalà (RUS)
- E58: extensió Bratislava - Zvolen − Kosîce (SK) − Oujhorod − Mukacevo − Halmeu − Suceava − Iaşi (RO) − Chişinău (MOL) − Odessa − Mikolaiv − Kherson − Taganrog − Rostov del Don (RUS)
- E574: extensió Piteşti - Craiova (RO)
- E576: limitació a Dej (RO)
- E578: nova ruta Saratel - Reghin − Toplita − Gheorgheni − Miercurea-Ciuc − Sfantu − Gheorghe - Xixis (RO)
- E583: supressió de l'itinerari Iaşi - Sculeni (RO) i extensió Iaşi (RO) - Bălţi (MOL) - Mohyliv-Podilskyï − Vinnytsia − Jytomyr (UA)
- E584: nova ruta Poltava - Kirovgrad (UA) − Kishinev − Giurgiulesti (MOL) − Galati − Slobozia (RO)
- E592: nova ruta Krasnodar - Djoubga (RUS)